# Naomi Anderson
Pour les articles homonymes, voir Anderson.
Naomi Bowman Talbert Anderson (1er mars 1843 – 9 juin 1899) est une suffragette afro-américaine, leader de la tempérance, militante des droits civiques et écrivaine qui plaide pour l'égalité des droits pour tous les genres et races dans les années 1870. Elle écrit de la poésie et prononce des discours décrivant la vie des femmes afro-américaines, clamant qu'elles sont encore réduites en esclavage par leur incapacité à voter. Elle est l'une des premières journalistes noires à être publiée dans les journaux. Elle reçoit de nombreux éloges d'autres suffragettes pour sa contribution au mouvement.

## Petite enfance et éducation
Naomi Anderson naît le 1er mars 1843 de parents noirs libres, Elijah et Guilly Ann Bowman, à Michigan City, Indiana. Les Bowman sont l'une des deux seules familles noires de la ville de Michigan et la jeune fille n'a pas le droit de se rendre dans les écoles publiques ségrégationnistes de l'Indiana,. Sa mère embauche un tuteur privé et elle développe ses talents en écriture. Lorsque la communauté blanche de Michigan City remarque son talent poétique, elle est admise à l'âge de 12 ans dans une école jusque là uniquement fréquentée par des Blancs. Sa mère meurt en 1860 alors que Naomi Anderson à 17 ans et son père, qui n'accorde pas la même importance à l'éducation que sa mère, l'empêche de fréquenter l'université.

## Vie conjugale et famille
Elle épouse à vingt ans William Talbert, un barbier de Valparaiso, Indiana. Elle retourne à Michigan City moins de deux mois après son mariage pour enterrer sa seule sœur. C'est là qu'elle enterre également son premier fils. Son frère est décédé avant de servir à Jacksonville, en Floride, dans l'armée de l'Union.
En 1868, elle s'installe avec son mari, son second fils Elijah fils et son père à Chicago, où elle commence à militer. Peu de temps après une tournée de conférences, elle s'installe avec sa famille à Dayton, Ohio. Elle vit ensuite à Cincinnati, Ohio, et lorsque la santé de son mari décline, elle apprend le métier de coiffeuse et part s'installer avec sa famille à Portsmouth, Ohio. Là, elle travaille pour subvenir aux besoins de sa famille comme coiffeuse, puis comme directrice d'un foyer d'orphelins noirs. Elle gère le foyer pendant quatre mois, puis quitte ce travail trop mal payé et à cause de ses responsabilités familiales. Elle réussit son examen devant un jury et elle est employée comme enseignante au moment de la mort de son mari en 1877.
Elle déménage à nouveau en 1879 à Columbus, Ohio et crée son propre salon de coiffure. Elle épouse son deuxième mari, Lewis Anderson, en 1881 et ils se retirent dans une ferme près de Columbus. Par la suite, elle s'installe à Wichita Kansas en 1884, où son mari est un banquier prospère.
Ses traces s'estompent dans les années 1890 lorsqu'elle vit à San Francisco, mais elle reste fidèle à ses idéaux. Elle meurt le 9 juin 1899 et elle est enterrée au Laurel Hill Cemetery, San Francisco,. Elle est citée au Turning Point Suffragists Memorial de l'Illinois.

## Suffrage des femmes
Naomi Anderson se porte volontaire auprès de l'International Organization of the Good Templars de Chicago et plus tard de la Women's Christian Temperance Union pour promouvoir la tempérance (opposition à la consommation d'alcool). Elle commence à parler du suffrage des femmes lors de la première Convention sur les droits des femmes en 1869 au Libra Hall de Chicago, sous la présidence de Mary Livermore, où elle est largement censurée. Elle fait une tournée de conférences en 1869 dans le sud de l'Illinois, de l'Indiana et de l'Ohio. De 1869 aux années 1870, elle rédige des articles qui reçoivent un large écho sur les femmes, le christianisme et la tempérance pour des journaux comme le Chicago Tribune et le Dayton Journal. Elle écrit un poème pour le centenaire des États-Unis en 1876. Il reflète sa foi chrétienne, sa gratitude envers les dirigeants qui ont dirigé l'abolition de l'esclavage et l'espoir que les Afro-Américains serviront leur nation, rechercheront des opportunités de s'éduquer et « amènent nos talents en sommeil au niveau de ceux de l'humanité ». Elle plaide aussi bien pour le droit des femmes que des droits humains pour tous les genres et races.
Lorsqu'elle emménage à Wichita avec son deuxième mari, elle est « connue comme conférencière, poète et défenseure des droits des femmes »,. Elle constate que les femmes blanches qui ont créé un foyer pour enfants n'admettent pas d'enfants de couleur ; alors elle réunit un conseil de femmes de couleur, qui créent un « foyer de leur côté ».
Lorsque Naomi Anderson vit à San Francisco dans les années 1890, elle fait campagne aux côtés des suffragettes blanches pour l'un des premiers référendums sur le suffrage féminin,. Les militantes Susan B. Anthony et Elizabeth Cady Stanton louent toutes les deux sa contribution au mouvement. La rhétorique de Naomi Anderson s'adresse à des hommes précédemment réduits en esclavage et elle leur enjoint de reconnaître que les femmes afro-américaines continueront d'être réduites en esclavage tant qu'elles n'auront pas obtenu le droit de vote.

## Œuvres choisies
- (en) « A Colored Woman's Voice », The Revolution,‎ 4 mars 1869, p. 139 (lire en ligne, consulté le 1er mai 2020)
- (en) « Male Vs. Female Suffrage », Chicago Daily Tribune,‎ 8 mars 1869, p. 4 (lire en ligne, consulté le 1er mai 2020)
- (en) « A Colored Woman on the Race Problem », The Woman's Tribune,‎ 22 mars 1890, p. 93 (lire en ligne, consulté le 1er mai 2020)
- (en) « Centennial Poem », dans Noted Negro Women : Their Triumphs and Activities, Monroe Alphus Majors, Jackson, TN, M.V. Lynk Publishing House, 1893, p. 86-87
- (en) « A Colored Women Want Suffrage », San Francisco Chronicle,‎ 28 juillet 1896, p. 9 (lire en ligne, consulté le 1er mai 2020)
- (en) « California (South) », The Woman's Journal,‎ 5 septembre 1896, p. 287 (lire en ligne, consulté le 1er mai 2020)